# Cryptonanus chacoensis
Cryptonanus chacoensis (Tate, 1931) è una specie di opossum diffusa in Sud America.

## Descrizione
Sono opossum di piccola taglia, pesanti dai 14 a 16 grammi soltanto e con una lunghezza corporea di 26 cm, inclusa la coda che misura dai 9,5 agli 11,6 cm circa. Il pelo è grigio o marrone rossastro sul dorso, e grigio chiaro sul ventre, ed è presente una sottile maschera scura intorno agli occhi. Pur essendo marsupiali, sono privi di marsupio.

## Biologia
Il genere Cryptonanus è assai poco studiato e vi sono pochissime informazioni sulla biologia ed etologia delle sue specie; C. chacoensis è una specie notturna.

## Distribuzione e habitat
La specie è attestata in Brasile (Mato Grosso), Argentina settentrionale, Paraguay e Bolivia meridionale; è probabilmente presente anche in Uruguay ma non vi sono dati in merito. Predilige le foreste e praterie umide soggette ad alluvioni stagionali, ma è stata rinvenuta anche in altri habitat (inclusi quelli antropizzati come le piantagioni di eucalipto), ed è documentata fino all'altitudine di 1800 metri.

## Tassonomia
La specie è stata descritta inizialmente nel 1931 come Marmosa agilis chacoensis; nel 1958 è stata inclusa in Marmosa agilis agilis e nel 1989 in Gracilianus agilis; l'intero genere Cryptonanus, di cui ora fa parte, è stato staccato da Gracilianus nel 2005, e contemporaneamente questa specie ha ricevuto la nomenclatura attuale.
Una specie congenere, C. ignitus, nota solamente per un esemplare catturato nel 1962 nella provincia di Jujuy e successivamente considerata estinta a causa della distruzione dell'habitat, è stata sinonimizzata con C. chacoensis a seguito di uno studio del 2019.